# モリス (企業)
株式会社モリス（英: Mori's Co, Ltd.）は、京都市中京区三条に本社を置く、ルビーの採鉱・流通・加工・卸売を行う会社。
世界でも最高レベルのルビーが採掘されるといわれているミャンマーの鉱山採掘権を日本で唯一所有している会社である。

## 歴史
モリスは2001年、森孝仁が設立した。
会社の名前は、創業者である森孝仁が、苗字である「森」に仲間達が集まることを表現し『Mori's』と命名された。
（詳細の歴史は外部リンクのモリスホームページにおける会社概要を参照のこと）

## マーケティング
モリスは『ルビーは家庭円満の象徴』として、婚約・結婚・結婚記念のアクセサリーおよびジュエリーの理想であると宣伝している。『離婚禁止令』キャンペーンが有名である。
また『還暦祝いの贈り物』として、赤色であるルビーが理想であるとも謳っている。
モリスで取り扱うルビーを『モリスルビー』と銘銘。自社で買い付け、もしくは採掘した天然かつ無処理のルビー以外は取り扱わないと宣言している。
現在、宝飾品レベルでのルビーは人工的に合成可能である。また加熱による加工などで本来使えなかったルビーが宝飾品レベルとして使用されていて、加熱の技法が確立された後しばらくは無処理のルビーと加熱されたルビーは見分けがつかなかった。しかし昨今、鑑別所において加熱と無処理のルビーの見分けがつくようになった為、ますます無処理のルビーの希少性が見直され、天然で無処理のルビーと加熱されたルビーの価値は何倍も違う。